# Oceansize
Oceansize — арт-рок коллектив, состоявший из пяти участников и существовавший в 1998—2011 годах. Родина группы — Великобритания, город Манчестер (Англия).
Состав группы:
- Майк Веннарт (вокал, гитара);
- Стив Дюрос (гитара, бэк-вокал);
- Ричард «Gambler» Ингрэм (гитара, клавишные);
- Марк Эроун (ударная установка);
- Стивен Оудсон (бас-гитара).

Группа записала четыре студийных альбома (LP), а также множество синглов и мини-альбомов (EP). Стилизация группы очень обширна, и включает в себя (в основном): прогрессивный рок, пост-рок, спейс-рок.

Имя группы — изменённое название песни Jane's Addiction «Ocean Size». По словам гитариста Oceansize, Ричарда Ингрэма: 
...бывший участник группы (Джон Эллис) придумал название. По-моему, на тот момент он считал, что саунд группы будет похож на звучание одного из альбомов Jane's Addiction - Nothing's Shocking, на котором есть трек «Ocean Size». Имелось определённо большое влияние. Оригинальный текст (англ.)Gambler : Yeah it was our old bass player came up with the name. I think at the time he was thinking what we would sound like. Jane’s „Nothing`s Shocking“ album, which has the track „Ocean Size“ on it, was definitely a big influence.

## Дополнительная информация
4 декабря 2005 года группа заявила, что басист Джон Эллис покидает группу, но продолжит свою музыкальную деятельность вне коллектива. 28 января 2006-го лидер группы Майк Веннарт объявил о том, что на замену Джону придёт новый участник — Стивен Оудсон, до этого игравший в группе Kong, сайд-проекте Oceansize.
Песня «Meredith» с альбома Everyone Into Position является саундтреком к популярному телевизионному сериалу «The O.C.». Другая композиция с этого альбома, «Music For A Nurse», — саундтрек к фильму The Invisible.
Третий студийный альбом группы был выпущен 1 октября 2007 года на немецком лейбле «Superball Music» 
3-го августа 2008 года группа объявила о записи нового, четвёртого, студийного альбома:
Помимо того, что мы уже всех заколебали, мы ещё записываем новый альбом, и очень взволнованы по этому поводу. Пятнадцать песен, продолжительность каждой - не более четырёх минут (я не шучу). Оригинальный текст (англ.)Apart from doing fuck all we are writing a new album which we are very excited about. Fifteen songs all under four minutes (I'm not joking).
                                                                                                                          (Выдержка с официального сайта группы)

### Влияние
На творчество Oceansize, по их словам, оказали влияние такие коллективы, как: Pink Floyd, Radiohead, Mogwai, Jane's Addiction, Tool, Can, Cardiacs, Tortoise.

### Распад
25 февраля 2011 года участники группы объявили о прекращении совместного творчества. При этом причины распада не разглашаются.
Позже музыканты опубликовали информацию о своих дальнейших планах. Майк Веннарт начнёт работу над проектом «Hhaitch», а также будет сотрудничать с Гэмблером в группе British Theatre. Гэмблер, в свою очередь, продолжит сольную карьеру под своим настоящим именем, Ричард Ингрэм. Марк Хирон и Стив Ходсон будут играть вместе с Kong, а по отдельности займутся проектами Chandelier Swing, Mild Eyes (Ходсон) и Krem (Хирон). Наконец, Стив Дюроуз присоединился к группе Amplifier в качестве концертного гитариста.

## Дискография

### Студийные альбомы
- Effloresce (2003)
- Everyone Into Position (2005) #192 UK
- Frames (2007)
- Self Preserved While the Bodies Float Up (2010)

### Мини-альбомы
- Amputee  (1999)
- A Very Still Movement  (2001)
- Relapse (2002)
- Music for Nurses (2004)
- Home and Minor (2009)

### Бокс-сеты
- Feed to Feed (2009)[8]

### Синглы
- «Saturday Morning Breakfast Show» (1999) (винил, 7")
- «One Day All This Could Be Yours» (2003) (CD/винил, 10")
- «Catalyst» (2003) (интернет-релиз)
- «Remember Where You Are» (2003) (CD/винил, 7")
- «Catalyst» (2004) (CD/винил, 7")
- «Heaven Alive» (2005) (CD/винил, 7")
- «New Pin» (2006) (CD/винил, 7")
- «Walking in the Air»[9] (2007) (рождественский интернет-релиз)
- «SuperImposer» (2010) (винил, 7"/интернет-релиз)